# Gletscher-Glasschnecke
Die Gletscher-Glasschnecke (Eucobresia glacialis) ist eine „Halbnacktschnecke“ aus der Familie der Glasschnecken (Vitrinidae), die zu den Landlungenschnecken (Stylommatophora) gerechnet wird. Die Tiere können sich nicht mehr in das kleine Gehäuse zurückziehen.

## Merkmale
Das rechtsgewundene Gehäuse ist ohrförmig, mit einem fast flachen Gewinde. In der Seitenansicht ist es praktisch nicht zu sehen. Es besitzt 2,5 langsam anwachsende Windungen und misst 4,5 bis 6,3 mm im Durchmesser, und 2,5 mm in der Höhe. Die Naht ist kaum eingetieft. Die Mündungsbreite beträgt 4,5 mm, die Mündungshöhe 3,5 mm. Die letzte Windung ist nur wenig breiter als das Gewinde. Ein Nabel ist nicht ausgebildet. Der Mündungsrand ist gerade und läuft dünn aus. Die quereiförmige Mündung steht sehr schräg zur Windungsachse. Am unteren Rand der Mündung ist ein breiter Hautsaum vorhanden, der etwa ein Drittel bis ein Viertel der Breite der letzten Windung einnimmt. Der Außenrand der Mündung ist gerundet.
Die Schale ist dünn und zerbrechlich. Sie ist gelblich hornfarben und durchscheinend. Die Oberfläche ist schwach radial gerunzelt und stark glänzend.
Der Mantel ist vergleichsweise groß und reicht bis an die Basis der Augenträger. Vorne ist er dunkelgrau mit einer dichten dunklen Sprenkelung, Die Tentakeln und der Schwanz sind dunkelgrau. Ein fast schwarzer Mantellappen bedeckt das gesamte Gewinde des Gehäuses. Der Mantelfortsatz über der Atemöffnung ist fingerförmig ausgebildet.
Im zwittrigen Geschlechtsapparat mündet der Zwittergang (Ductus hermaphroditicus) in die untere Hälfte der kurzen, annähernd dreieckigen Eiweißdrüse (Albumindrüse). Der Eisamenleiter (Spermovidukt) ist langgestreckt. Der die Prostata verlassende Samenleiter (Vas deferens) ist recht kurz und dringt seitlich, deutlich subapikal in den Penis ein. Der Penis ist sehr kurz und stark verdickt. Das apikale Ende ist zugespitzt. Der Penisretraktormuskel setzt geringfügig subapikal an, aber deutlich näher am Apex als die Stelle, an der der Samenleiter in den Penis eindringt. Im Innern des Penis befindet sich ein Schwellkörper.
Der freie Eileiter (Ovidukt) ist relativ kurz und dünn, die ebenfalls kurze Vagina ist aber dick angeschwollen. Zwischen freiem Eileiter und Vagina ist in der Vagina ein bewegliche Vaginalpapille ausgebildet. Bei erwachsenen Tieren ist der basale Teil der Vagina mit dem Penis verwachsen bzw. münden gemeinsam in ein langes Atrium, bei juvenilen Tieren sind die Vagina und Penis noch getrennt. Die Spermathek hat einen kurzen, vergleichsweise dicken Stiel. Die Blase ist groß und eiförmig. Sie kommt im unteren Teil des Eisamenleiters zu liegen. Penis und Vagina münden in ein langes Atrium.

## Ähnliche Arten
Die Gletscher-Glasschnecke lässt sich von der Gipfel-Glasschnecke (Eucobresia pegorarii) quasi nur anatomisch sicher unterscheiden. Bei der Gletscher-Glasschnecke besitzt das Gehäuse einen etwas breiteren Hautsaum am unteren Rand der Mündung. Der Außenrand der Mündung ist bei der Gletscher-Glasschnecke gerundet, bei der Gipfel-Glasschnecke schwach geschweift. Die Unterschiede verschwimmen aber im Einzelfall. Die Gletscher-Glasschnecke unterscheidet sich durch den deutlich dicken, konisch zulaufenden Penis und durch die stark verdickte Vagina. 
Das Gehäuse ähnelt außerdem dem der Ohrförmigen Glasschnecke (Eucobresia diaphana). In der Aufsicht ist bei der Gletscher-Glasschnecke der obere Mündungsrand zum Ansatz an die vorige Windung leicht konkav gebogen, bei der Ohrförmigen Glasschnecke konvex gebogen.

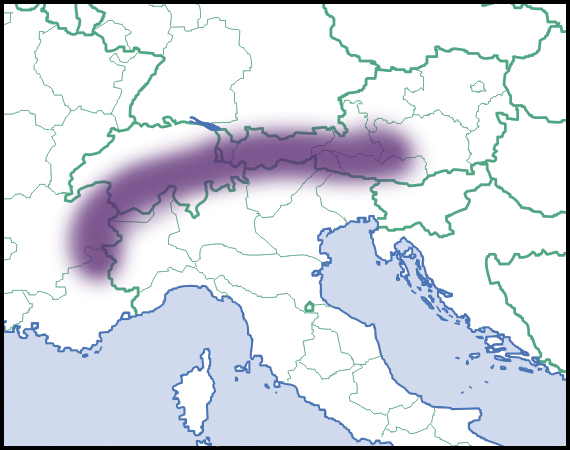
Verbreitung der Art in Europa (nach Welter-Schultes, 2012)

## Geographische Verbreitung und Lebensraum
Die Art kommt nur in den hochalpinen Regionen der Alpen von Frankreich, der Schweiz, Österreich und Süddeutschland (Allgäuer und Berchtesgadener Alpen) vor. Nach Alba et al. (2004) soll sie auch in den katalanischen Pyrenäen vorkommen.
Sie lebt an mäßig feuchten Standorten zwischen Felsen und Krautbeständen, auf Almwiesen, Rasenbändern im Fels und Geröllhalden mit Pflanzenbewuchs fast ausschließlich oberhalb der Baumgrenze. In der Schweiz wurde sie im Kanton Wallis bis 2900 m über Meereshöhe gefunden. In Österreich kommt sie zwischen etwa 1000 und 3100 m über Meereshöhe vor. In der Schweiz wurde sie im Höhengürtel zwischen 2000 und 3000 m gefunden.

## Lebensweise
die Fortpflanzung findet wohl im Spätsommer statt. Die Art hat sicher einen mehrjährigen Lebenszyklus. Lothar Forcart fand im August juvenile Tiere, aber auch adulte Tiere, deren Spermathek Samen enthielt, d. h., dass die Kopulation nicht lange vorher stattgefunden haben muss. Aus der Form der Genitalorgane schloss Forcart, dass bei der Kopulation der Penis nicht eingeführt wird, sondern dass die bewegliche Vaginalpapille das Sperma außerhalb des Körpers aufnimmt.

## Taxonomie
Das Taxon wurde 1837 von Edward Forbes als Vitrina glacialis aufgestellt. Früher wurde das Taxon auch in die Gattungen Phenacolimax Stabile, 1859 und Insulivitrina Hesse, 1923 gestellt. Die derzeitige Stellung in der Gattung Eucobresia wird seit einiger Zeit nicht mehr in Frage gestellt.

## Gefährdung
Die Art steht in der Roten Listen von Deutschland und der Roten Liste von Bayern jeweils in der Rubrik „Extrem selten“. Die IUCN hat aus Mangel an Daten („Data Deficient“) bisher keine Bewertung der Bestandssituation vorgenommen.